# Sailplane Pilot License
Sailplane Pilot License (SPL) - kategoria licencji pilota statku powietrznego uprawniająca do pilotowania szybowców. Następca licencji PL(G).
Posiadacze licencji mogą zdobywać odznaki szybowcowe.

## Etapy szkolenia
- Szkolenie podstawowe (zazwyczaj za wyciągarką)
- Przeszkolenie na hol
- Ćwiczenie celności lądowania
- Loty termiczne

## Wymagania
- Ukończone 14 lat przed pierwszym lotem samodzielnym
- Ukończone 16 lat by uzyskać licencję
- II klasa badań Lotniczo-Lekarskich (ICAO Class 2)

## Wpisy do licencji
| Nazwa uprawnienia | Ważność      | Rozszerzenia |
| --- | ------------ | ------------ |
| FI Restricted | 3 lata       |              |
| FI (Instruktorskie) | 3 lata       | FI, TMG      |
| TMG* | bezterminowo |              |
| *do licencji SPL z wpisem TMG można wpisać uprawnienie dodatkowe: Holowanie szybowców, Holowanie banerów                 | bezterminowo |              |
| Akrobacja ograniczona | bezterminowo |              |
| Akrobacja | bezterminowo |              |
| Chmury | bezterminowo |              |
| Uprawnienie do wykonywania lotów w operacjach komercyjnych                                                               | bezterminowo |              |
| Metody startu wpisywane do licencji: - za samolotem - za wyciągarką - za samochodem - z napędem własnym - z lin gumowych | bezterminowo |              |
| Korespondencja radiowa w języku polskim i/lub angielskim                                                                 | bezterminowo |              |

Na wniosek strony do licencji może zostać wpisany poziom biegłości językowej zgodnie z zasadami ICAO - język polski lub inny język obcy poziom 4 - 6:
- poziom 4 – 4 lata
- poziom 5 – 6 lat
- poziom 6 – bezterminowo[1]